# Pitti-palota
A Pitti-palota (olaszul: Palazzo Pitti) olasz reneszánsz műemlék Firenze történelmi központjában, mely 1982 óta az UNESCO világörökség része.
A hatalmas épület a Piazza Pitti egyik oldalát foglalja el, a bejárat a homlokzaton lévő kapun helyezkedik el. Zárt folyosón közelíthető meg az Uffizi-palota felől. A folyosón a Mediciek által gyűjtött műkincsek tekinthetők meg. A II. világháborúban a folyosó megsérült és az 1966-os firenzei árvíz is pusztításokat okozott az átjáróban.

## Története
1549-ben fejezték be a középső és a 18. században a szárnyépületeket. Arányaiban rejlik művészi hatása. A 16. században a Medici-család tulajdona lett és a tartomány fejedelmeinek lakóhelye. A 19. század végén–20. században az olasz királynak szolgált lakásul, ha Firenzében tartózkodott.

## Az épület
Az épület méretei lenyűgözőek. Hatalmas kváderkövekből készült rusztikus falakból áll. A palota hét ablaknyi széles volt eredetileg, majd később megtoldották. Emeleteit párkányok és balusztrádsorok tagolják. A félkörös záródású ablakok keretező ívei díszítik csupán a homlokzatot.

## Műkincsei

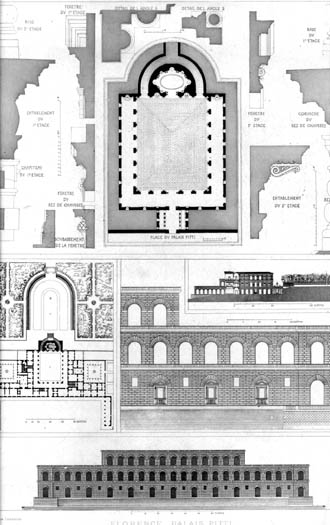
19. századi ábrázolás, alaprajz

Az épületszárnyakban több múzeum kapott helyet:
- Pitti Képtár (Galleria Palatina): a belső udvar jobb sarkában helyezkedik el, az épület első emeletének bal szárnyát foglalja el. Leopoldo és Carlo de Medici bibornokoknak és II. Ferdinánd nagyhercegnek gyűjteményéből áll. A körülbelül 500 darabból álló kollekció egyike Olaszország legértékesebb ilyen jellegű gyűjteményeinek. Szinte csak elsőrendű olasz mesterek művei alkotják a kiállítást: Raffaello, Fra Bartolomeo, Tiziano, Allori, Filippino Lippi, Albrecht Dürer, Pietro Perugino, Andrea del Sarto, Guido Reni, Salvatore Rosa freskói, festményei sorakoznak a falakon.
- Királyi lakosztályok (Appartamenti Monumentali): a Medici-család 14 lakosztálya teszi ki.
- Modern Művészetek Múzeuma (Galleria d'arte moderna): 1784-1924 között született festményeket tár az érdeklődők elé. Elsősorban neoklasszikus és romantikus stílusú darabok alkotják a kiállítás anyagát.
- Ruhamúzeum (Galleria del Costume): A gyűjtemény 1983 óta várja a vendégeket, a 18. század végétől a 20. század elejéig mutatja be a divatos öltözeteket.
- Ezüstmúzeum (Museo degli Argenti): a belső udvar bal sarkában, a földszinten és a félemeleten helyezkedik el, a Mediciek ún. nyári lakosztályában. Ezüst tárgyakat és porcelánokat mutat be.
- Porcelánmúzeum (Museo delle Porcellane):
- Kocsimúzeum (Museo delle Carrozze): a palota jobb szárnyában 18–19. századi udvari kocsikat, díszhintókat, gyaloghintókat láthatnak a látogatók.
- Fontana dell'Oceano
- Grotta di Mosè

## A Boboli-kert
A palotát a domb felé a Giardino di Boboli kert egészíti ki, mely az olasz reneszánsz kertek egyik kiemelkedő példája. Az épület bal oldali szárnyán található kapu vezet egyenesen a parkba. A palota mögötti részt amfiteátrumhoz hasonlóan alakították ki. A domboldal lépcsős kőpadjai mögött fülkékben a Mediciek által gyűjtött szobrok másolatai tekinthetők meg. A kert közepén Caracalla termáiból származó római kád és egy kisebb obeliszk helyezkedik el.